# Lista de membros da Royal Society eleitos em 1675
Esta é uma lista de Membros da Royal Society eleitos em seu décimo-sexto ano, 1675.

## Fellows
- Sir Philip Percivale  (1656 -1680)
- Daniel Milles  (1626 -1689)
- George Savile, 1.º Marquês de Halifax (1633 -1695)
- Sir Paul Whichcote  (1643 -1721)